# Isotoma cinerea
Isotoma cinerea är en urinsektsart som först beskrevs av Hercule Nicolet 1842.  Isotoma cinerea ingår i släktet Isotoma och familjen Isotomidae. Inga underarter finns listade i Catalogue of Life.